# Mohamed Azerkan
Sid Mohamed Azerkan (Axdir, 1892-1969) también conocido como "El Moro Pajarito" o "El Pajarito" por los españoles, fue el ministro de Asuntos Exteriores y Marina de la República del Rif, así como ayudante y emisario de Abd el-Krim, siendo muy conocido entre el Ejército colonial.

## Biografía
Azzerkan nació en 1892 en Axdir, siendo criado por su tío, que tenía notoriedad en la tribu de los Beni Urriaguel. Así aprendió a leer y escribir, y practicó el pastoreo y el comercio. Entre 1907 y 1918 solía frecuentar la ciudad Melilla e incluso llegó a visitar Andalucía. En mayo de 1918 fue arrestado por los españoles, siendo Abd el-Krim el que escribiría una carta al coronel Manuel Civantos, Comandante Militar de Alhucemas, pidiendo su liberación.

### Inicio de la guerra
Mohamed Azerkan era el cuñado del líder rifeño Abd el-Krim El-Jattabi. Formó parte en la guerra del Rif contra España en el Marruecos español como jefe 2º de Abd el-Krim, llevando adelante un gran número de asuntos concernientes a la campaña de 1921. Contaba con la confianza total de su cuñado y se distinguió por tener a varias harkas a su mando.

### Independencia del Rif
Amparado por el demoledor éxito conseguido sobre los españoles, Abd el-Krim unificó todas las cabilas y fundó el 18 de septiembre de 1921 la República del Rif, anunciando que no aceptarían ningún tipo de protectorado. Mohamed Azerkan fue entonces nombrado Ministro de Asuntos Exteriores y Marina de la nueva república.

El gobierno rifeño, establecido según las ideas modernas y los principios de la civilización [occidental], se considera asimismo independiente, tanto política como económicamente, con el privilegio de gozar de nuestra libertad como la hemos gozado durante siglos, y vivir tal como los demás pueblos viven.
Mohamed Azerkan, Ministro de Asuntos Exteriores de la República del Rif

### Fabricación de banderas rifeñas
Tras el desastre de Annual en julio de 1921 y la posterior declaración de independencia, Azerkan viajó a Tremecén con el objetivo de fabricar unos 500 estandartes militares rifeños. La llegada de estas banderas al Rif, tras su fabricación, tuvo lugar en diferentes períodos y se distribuyeron, en particular, a los coroneles y comandantes.

### Viaje a París
Mohamed Azerkan viajó a Francia en plena guerra, encabezando una  embajada rifeña junto al caíd Haddou ben Hammou y Abdelkrim ben Ziane. Esta transitó por Orán (Argelia francesa) la segunda gran ciudad donde los representantes rifeños solían alojarse. De Marsella, la delegación viajó a París, donde permaneció una decena de días para entrevistarse con hombres de negocios franceses, en particular Jean du Taillis y Henri Letelier. Por otro lado, el 26 de enero de 1922 Azerkan se entrevistó con el jefe de la inteligencia marroquí y director de asuntos indígenas, el coronel Charles Huot, que prometió hacer lo necesario para resolver extrajudicialmente los últimos contenciosos con Francia.  El regreso de esta delegación tuvo lugar vía Tremecén, que terminó convirtiéndose en una especie de segunda capital diplomática para el Rif, después de Axdir.

### Fin de la guerra y exilio
Tras la derrota rifeña el 8 de septiembre de 1925 con el desembarco de Alhucemas, operación conjunta hispano-francesa, Mohamed Azerkan solicitó aman (seguridad) a los franceses en 1926. Estos lo pusieron bajo arresto domiciliario en la ciudad de El Yadida (protectorado francés de Marruecos) dependiendo de los subsidios que le pagaba Francia para poder vivir. Para viajar a nivel nacional o al extranjero necesitaba un permiso que le debían otorgar desde la Residencia general de Francia en Rabat. Su exilió duró 30 años desde 1926 hasta 1956, año en el que Marruecos lograría la independencia.